# Поморіє
Поморіє — місто в Південно-східній Болгарії.  Воно розташоване у Бургаській області , недалеко від міста Несебир.  Місто є адміністративним центром общини Поморіє.

## Географія

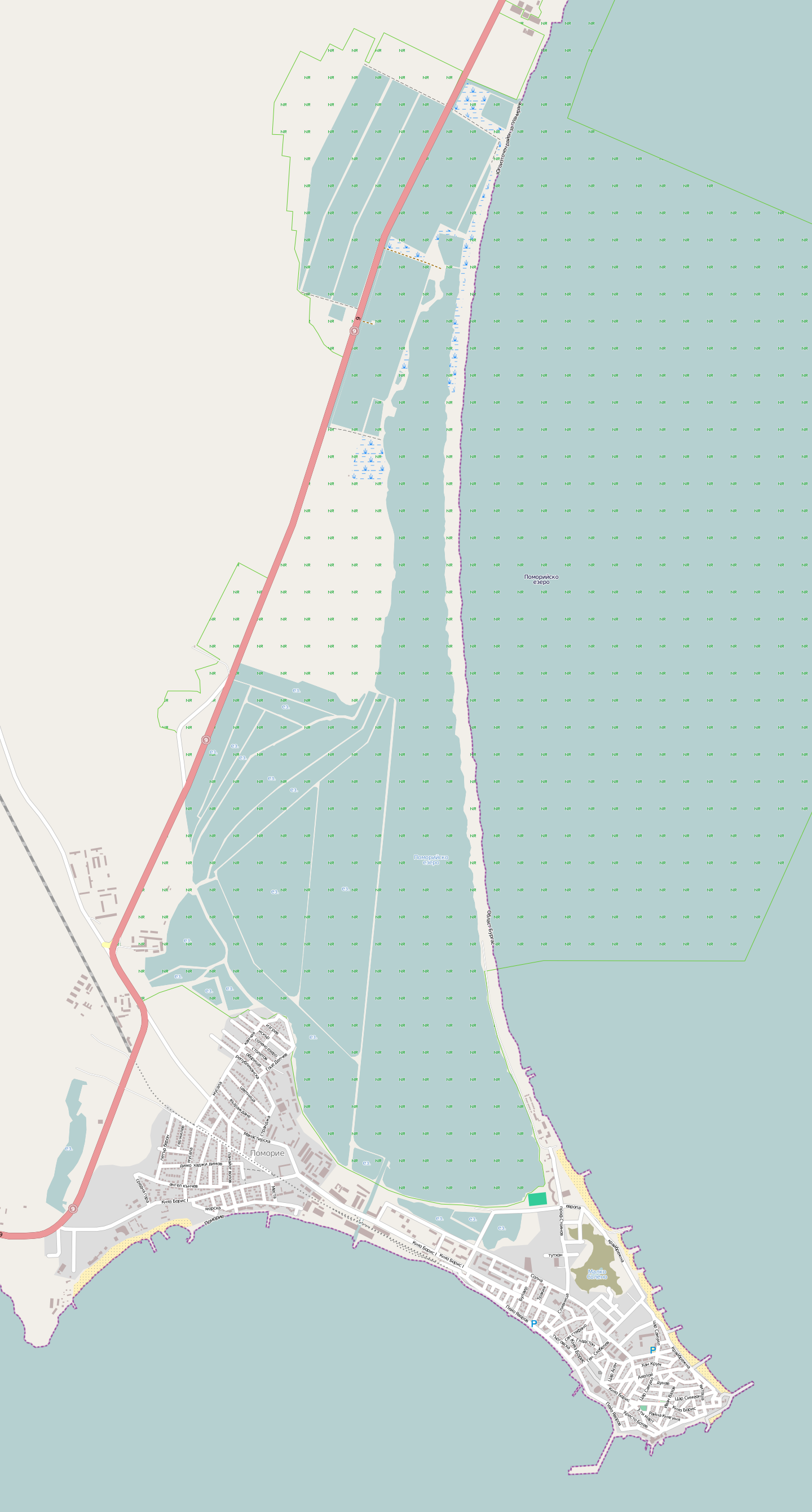
Поморіє і Поморійське озеро на півночі

Сучасне місто Поморіє розташоване на вузькому, скелястому півострові, що виступає на 3,5 км у Чорне море, на північно-західному узбережжі Бургаської затоки. З півдня, сходу і північного сходу місто оточене морем, на півночі - Поморійським озером, і лише на заході-північному заході через вузький перешийок,  пов'язане з Поморійською долиною, що є частиною Бургаської долини. Протягом тисячоліть конфігурація місцевості змінилася, і поселення також. Нині в 10 км на південь -  сучасне місто Бургас, в 18 км на північ - Несебир. 

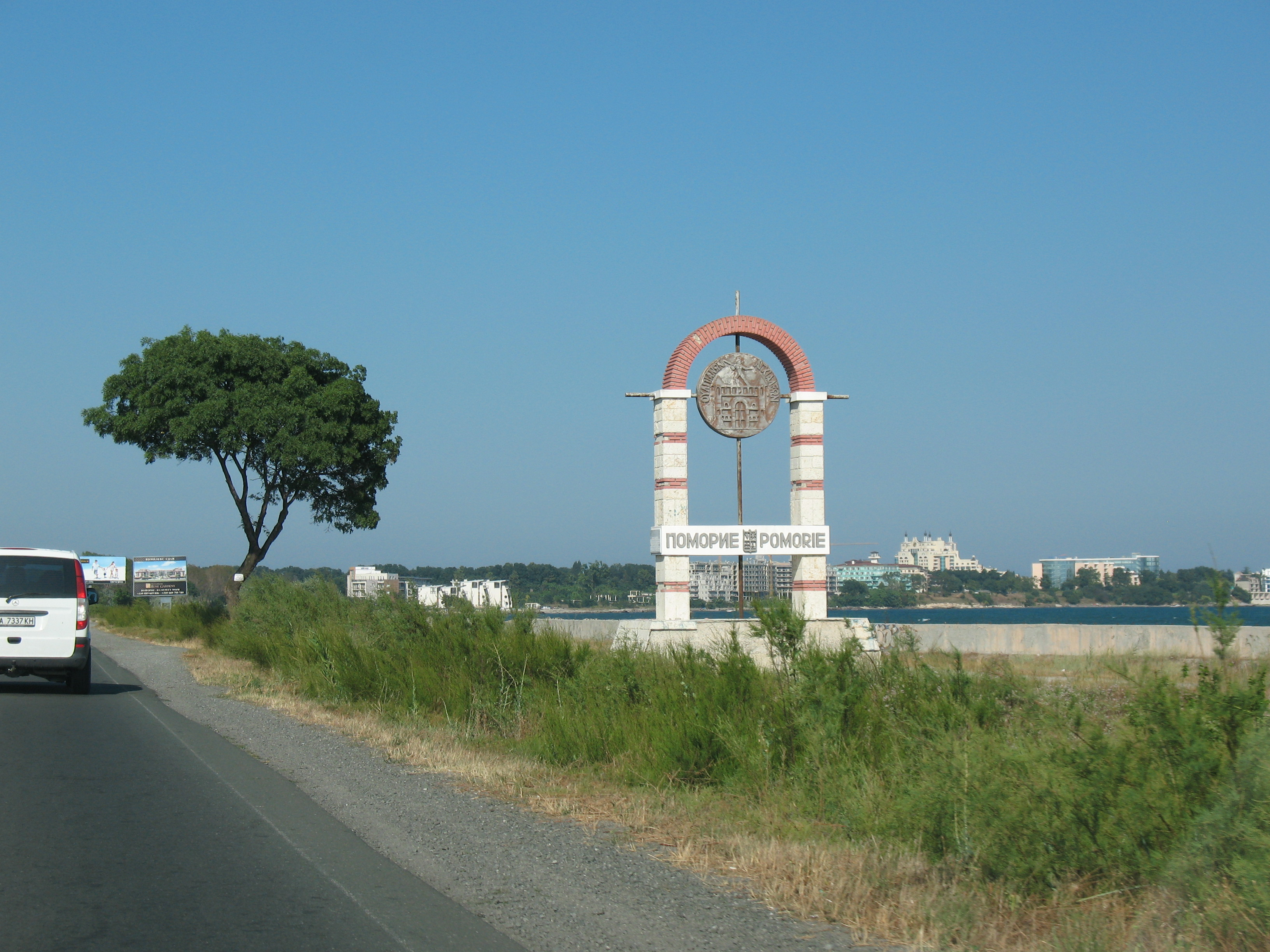
В`їзд до м. Поморіє

### Флора і фауна
Поморіє розташоване на Віа Понтіка і є місцем з вузьким фронтом  для мігруючих літаючих птахів  значної частини Північної, Східної та Центральної Європи. На території Поморійського озера 269 видів птахів. Є 87 видів вищих рослин, 7 видів риб, 17 видів земноводних, 31 вид ссавців і 200 таксонів безхребетних.

## Історія

### Античність
Місто було засноване з назвою Анхіало наприкінці 5 ст до н.е. Більшість  мешканців були фракійцями.  З самого початку і до початку минулого століття це одне з найважливіших чорноморських міст на болгарських землях.
Особливо великого розквіту досягло за часів римського правління.  У стародавнє Анхіало (Поморіє) християнство проникає в кінці першого століття. Згідно з переказом, святий апостол Андрій на шляху до Києва проходить через це місто, тоді великий адміністративний і портовий центр у межах Римської імперії. Під час правління імператора Діоклетіана (284-305), правителя Фригії на Балканському півострові, з'являється святий Севастіан, який проповідує в Анхіало і навколишніх містах.  У той час Анхіало було вже церковним центром, і, незважаючи на переслідування, з'явилися повідомлення про єпископів міста  III-IV століть.
Потім місто стає єпископським центром і карбує власні монети.  У той час  (III-IV ст.  н.е.) будується  фракійська купольна гробниця - хероон, виявлена на околиці сьогоднішнього Поморія.

### Середньовіччя
У V-VI столітті Анхіалська церква була проголошена архієпископською.  Християнство тепер є офіційною релігією Східної Римської імперії - Візантії.  Переказ вказує на те, що у VII столітті вже був храм або монастир, присвячений великомученику Георгію. 
При Крумі в 812 р. Анхіало було завойовано болгарами, а пізніше, після процесу хрещення Болгарії, у 894 році, тут було засновано болгарську церковну організацію. Трохи пізніше (20 серпня 917 р.)  цар Симеон Великий завдав історичної поразки візантійській армії в битві на річці Ахелой.  З кінця XIII століття єпископа Анхіала було удостоєно титулу митрополита.  Згодом Анхіало часто переходив з болгарських рук до візантійських і навпаки.  Протягом всієї  середньовічної історії у його околиці відбувалися важливі битви між болгарами і візантійцями.
Мало відоме протоболгарське ім'я Поморія — Тухтон 
Поморіє (Анхіало) було спалено і зруйноване готами, аварами, пожежами і стихійними лихами, але у місті збереглися кілька античних будівель.

### Османський період і Відродження
З першим вторгненням османських турків у Фракію Анхіало, ймовірно, було зруйновано і спустошено. Тимчасово відійшовши візантійцям, місто знову стає християнським до березня 1453 року, коли його нарешті взяли турки.  Османська версія назви міста — Ахіолу. 
Народжений в Анхіало Константинопольський  патріарх   Єремія II в 1536 році надає церкві автокефалію, вона отримує патріарший статус.  Єремія II залишався Константинопольським патріархом до своєї смерті в 1595 році. 
Коли в 1870 році було засновано  болгарський екзархат, Поморіє не входило до його території, оскільки більшість православних у місті були греками.

### Після визволення
Після визволення Поморіє залишалося в межах Східної Румелії до об'єднання Болгарії в 1885 році. 
30 липня 1906  р. грецька частина міста горить, її повністю зруйновано  у відповідь на грецьку пропаганду,  Більшість жителів змушені емігрувати до Греції, де вони оселилися на островах Неа-Анхіалос, Анхіалос і Євксінуполіс. 
На початку Балканської війни 1912 року п'ять жителів Анхіало — добровольці в Македонсько-одринському корпусі. 
Древню назву Анхіало змінили на  Поморіє ордером № 2820, який в 1930 році перейменував у Болгарії 1043 поселення 
У місті живе багато поселенців з   Гориці, Гилибця, Паницова, Гюльовця, Страцина, Бати, але в основному з Козичина.  Вони зосереджені в частині міста, відомій як "Квартал" або "Нов ґрад" (нове місто).

## Населення
Згідно з даними НСІ, Поморіє є третім за величиною містом на болгарському узбережжі Чорного моря з 13 596 людьми на 31 грудня 2015 року після Варни та Бургаса.
Етнічний склад: болгари—10 781, турки—1834.

### Релігія

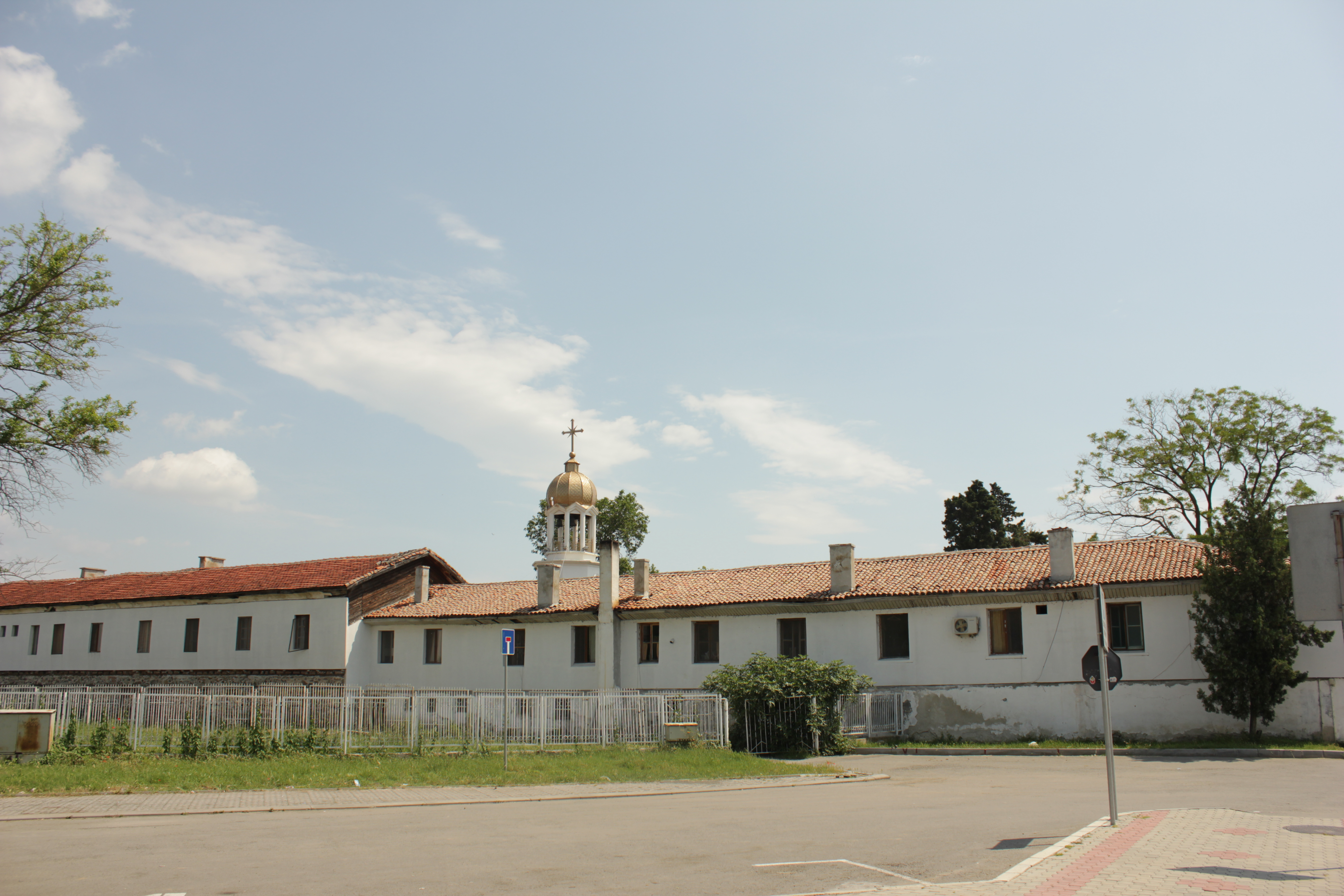
Поморійський монастир "Св. Георгій "

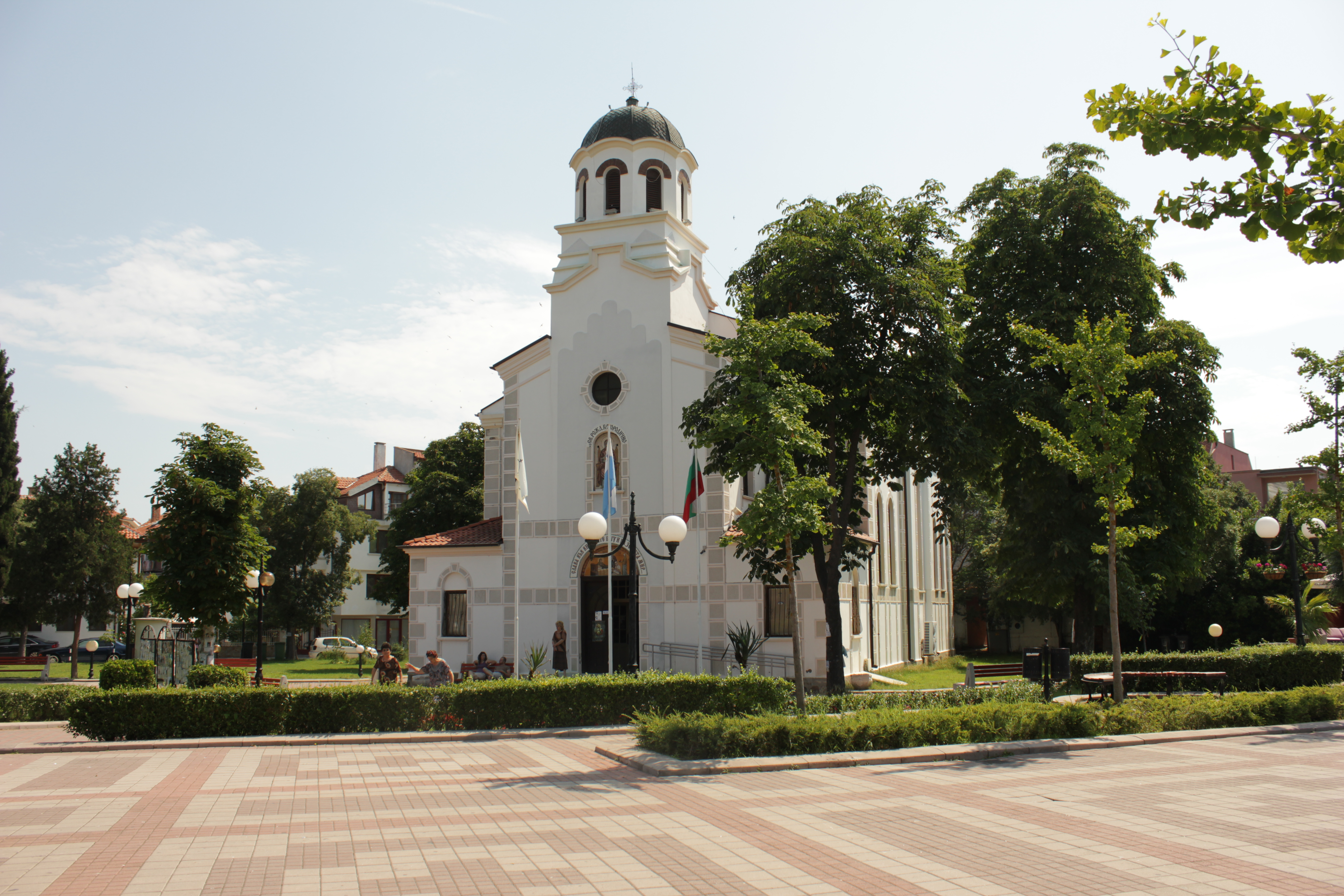
Церква "Св. Різдво Пресвятої Богородиці "

Поморійський монастир "Святий Георгій" є одним з найбільш шанованих монастирів Східної Болгарії. Свято храму 6 травня є святом міста Поморіє. 
Монастир "Св.  Георгій" — діючий чоловічий православний монастир. Наприкінці XVIII століття у Поморії оселився турецький феодал Селім-бей, створивши велике феодальне володіння — чифлик. За переказами, будівництво монастиря започаткував турецький феодал Селім-бей, який нібито зцілився тут цілющою водою від невиліковної хвороби, після чого прийняв християнську віру і став першим настоятелем монастиря. У 1856 році збудовано новий храм, а старий все ще залишається під дахом монастиря. Поряд побудовано 17-метрову вежа — дзвіницю (1964 р.). Сьогодні в монастирі збереглися безліч цінних зразків іконографічного мистецтва XVIII і XIX століть. Храмову ікону розписав анхіалчанин Темістокл Діамандопуло Зограф.

## Політика

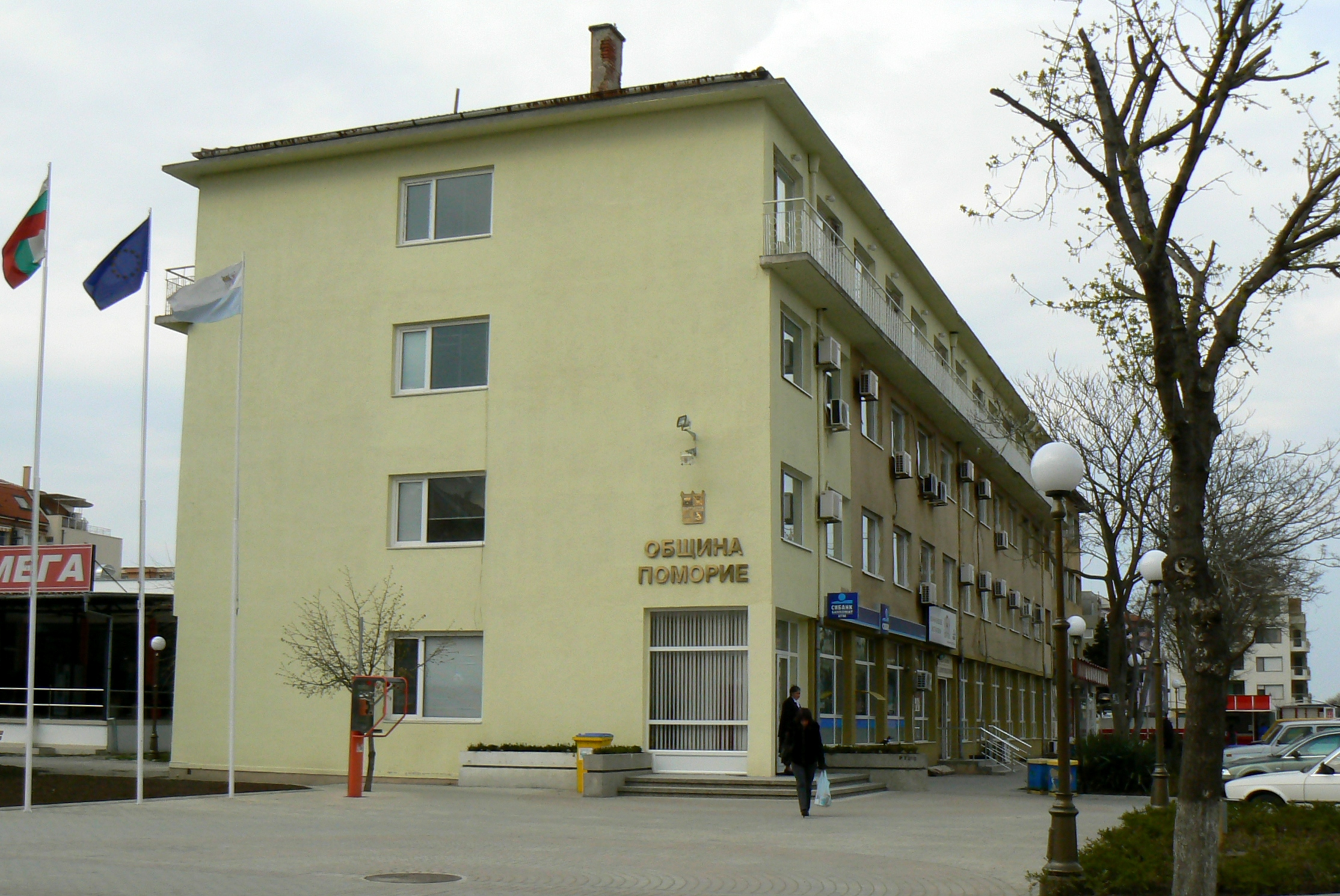
Будівля общини Поморіє, 2010

### Мер
На місцевих виборах у 2011 році на пост мера міста Поморіє, з 62.60% (8256 дійсних голосів) у другому турі обирається кандидат ГЕРБ Іван Алексієв.

## Економіка

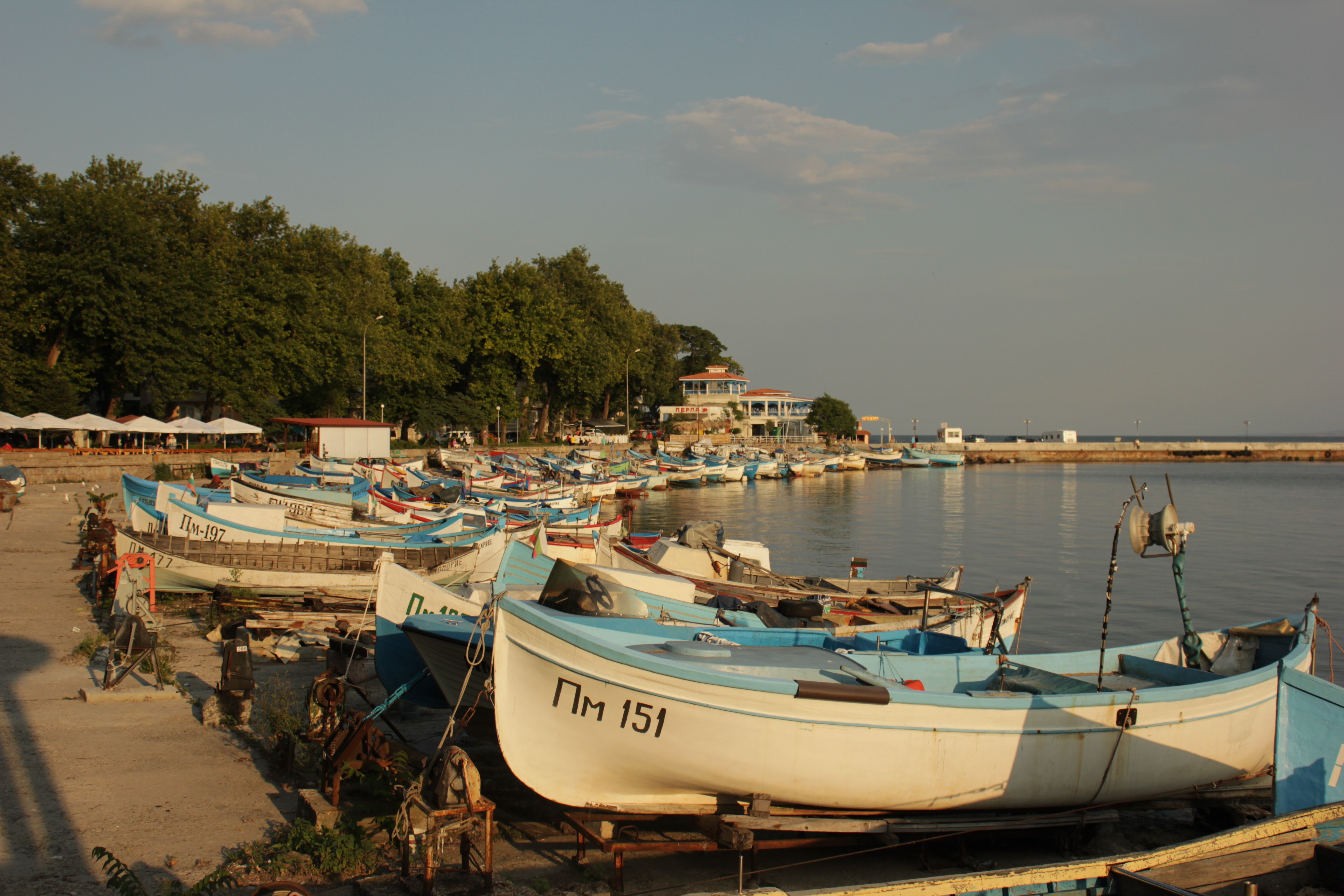
Гавань

Зручні транспортні шляхи забезпечують сполучення Поморія з іншими містами і курортами. Відстань до аеропорту становить лише 8 км.  Близькість до Сонячного Берега і обласного центру Бургаса збільшують можливості для розваг.  Води Поморійської затоки є чудовими для вітрильних регат.

### Економічні характеристики
Поряд з традиційним засобом існування місцевого населення - виноградарством, виноробством, виробництвом солі і рибальством, туризм і супутні його діяльності визначають нове обличчя в економіці Поморія.

#### Бальнеотерапія
Завдяки властивостям морського піску, багатого на залізо (магнетит), і унікальної лікувальної грязі з Поморійського озера, у Поморії використовують такі бальнеологічні ресурси: 
- лікувальний мул зі дна Поморійського озера, багатий сірководнем, магнієм, хлоридами, кальцієм, калієм, натрієм, сполуками заліза та ін.  Доведено його знеболювальну дію та здатність стимулювати обмінні процеси в організмі;
- ропа  - вода з Поморійського озера, на дні якого є лікувальні грязі; вона має  хімічний склад, проміжний між рідкою фазою мулу і морською водою.  Використовується для ропових або грязевих ванн з дуже хорошим лікувальним ефектом.
- луга - близький до насиченого розчин солей з поморійських соледобувних водойм з набагато більш високою концентрацією всіх елементів морської і озерної води.  Має протизапальну дію.[10]
- Унікальна для країни солона мінеральна вода - була виявлена шляхом буріння в 2007 році на глибині близько 70 м під землею.  Вода іноді солоніша, ніж морська.  Не підходить для пиття, але використовується для спа-процедур в одному з готелів.

### Промисловість

#### Виноградарство та виноробство
Унікальний мікроклімат, характерний для болгарського узбережжя Чорного моря, визначається надзвичайно сприятливими ґрунтово-кліматичними умовами для розвитку виноградарства і виноробства в регіоні. З давніх часів вони були одним з основних засобів існування місцевого населення.  Ця галузь досягає свого найвищого рівня розвитку під час давньогрецької колонії Анхіало.  Вино сприймалося древніми фракійцями як божественний напій, який вони готували як данину богові веселощів Діонісу. Пізніше традиції стародавніх фракійських виноградарів продовжувалися і розвивалися римлянами, візантійцями і болгарами, а під час Другого болгарського царства знамените анхіальське вино стало символом високої якості і визнаним брендом, а місто вважалося найкращим виробником білих та червоних вин.  У той час чорноморські міста в регіоні стали центрами виноторгівлі. У 1932 р  перший сучасний винний дім "Поморіє", що входить до складу одного з найвідоміших виноробів Болгарії - "Чорноморське золото", - було удостоєно багатьох національних і міжнародних нагород на престижних конкурсах "Золотий Ритон", "Вино року", "Винарія" та ін.  Тут створено якісні сухі білі та червоні вина з марками Димят, Мускат, Шардоне, Мерло, Каберне-Совіньйон та багато інших. Доказом доброго імені місцевих вин по всьому світу є експорт за межі  країни протягом багатьох років.  Вони є улюбленими в Німеччині, Франції, Фінляндії, Польщі, Росії, Білорусі, Литві, Латвії, Естонії, Україні, Ізраїлі та Японії.

### Освіта

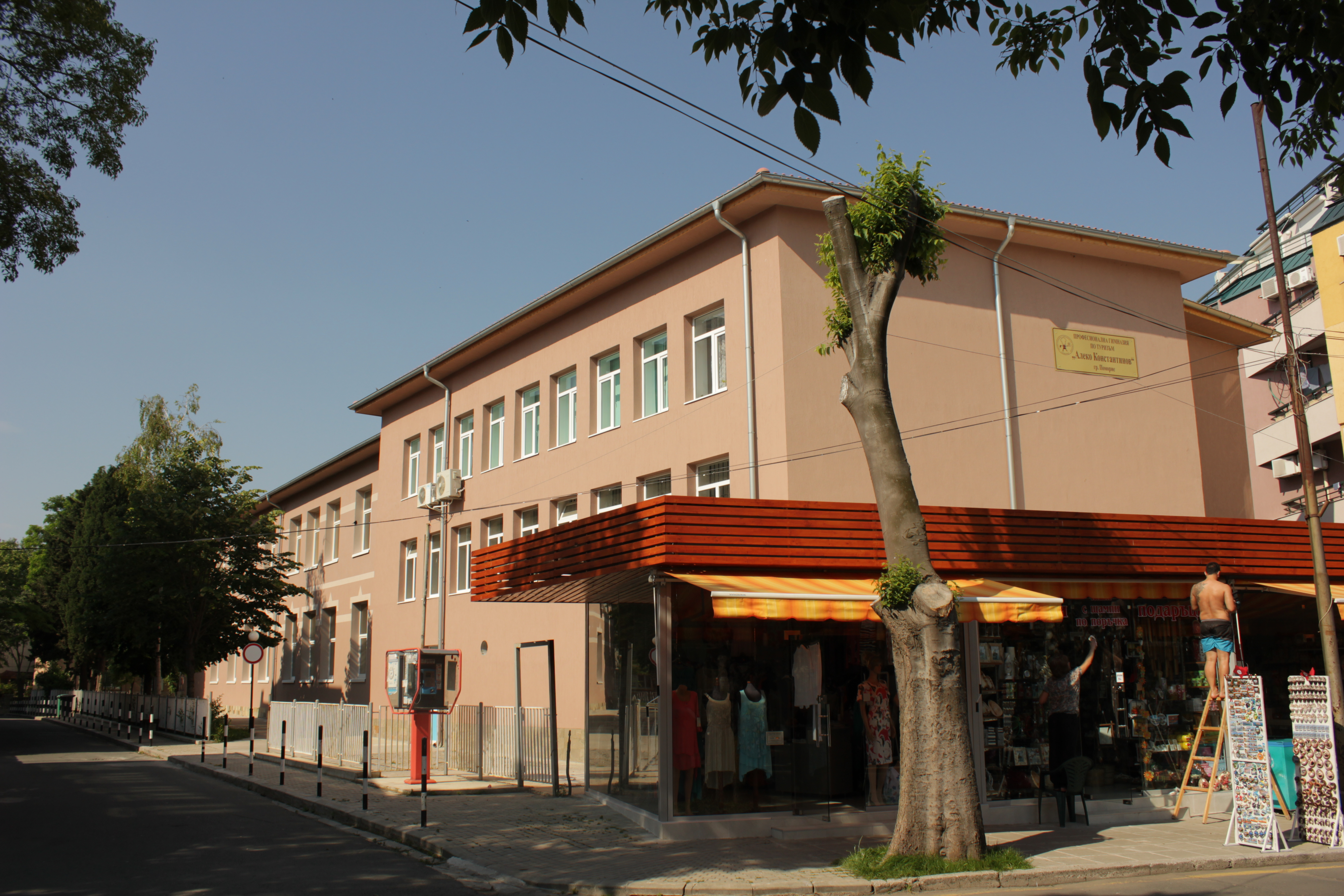
Гімназія туризму "Алеко Константинов"

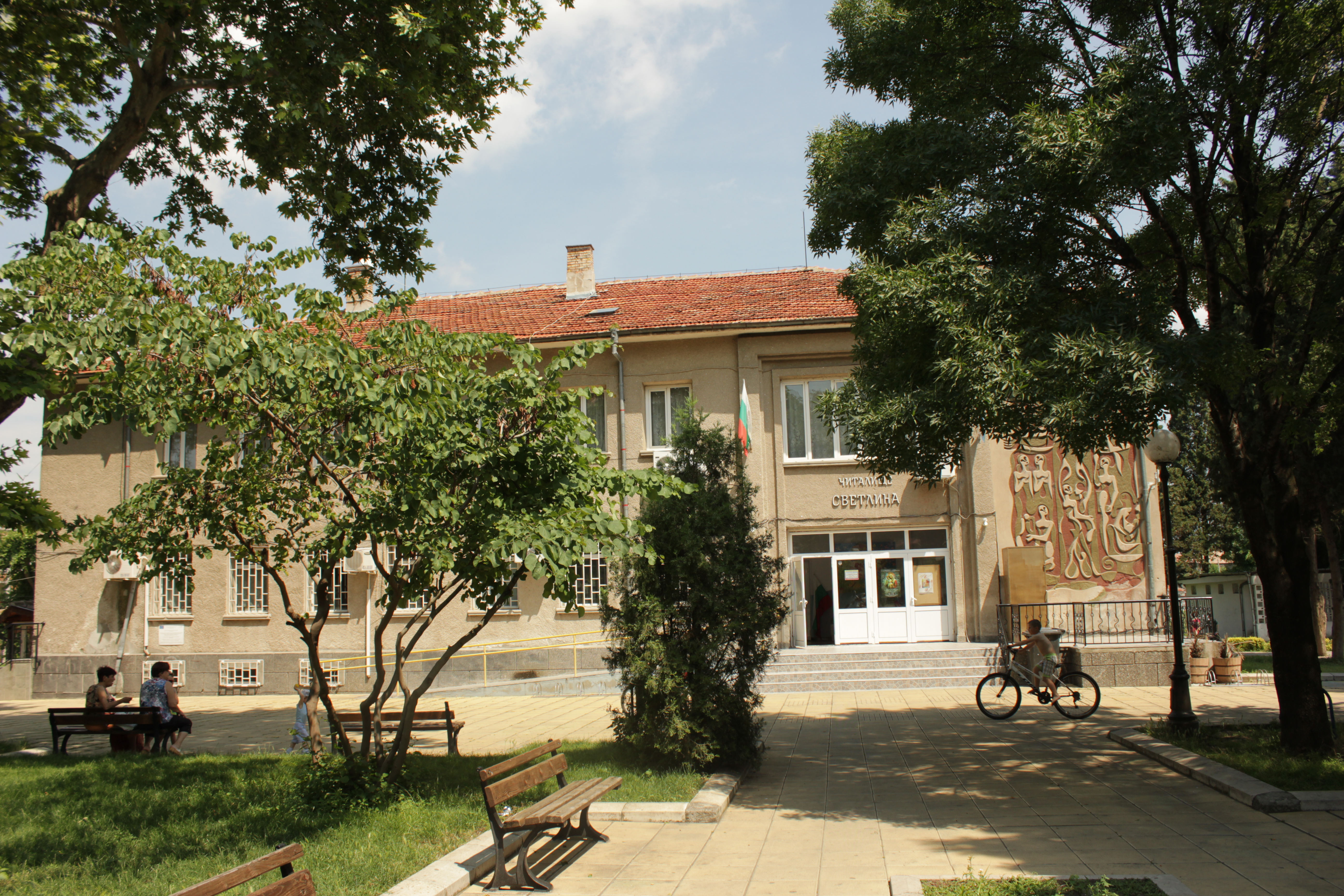
Громадський центр "Светлина-1939"

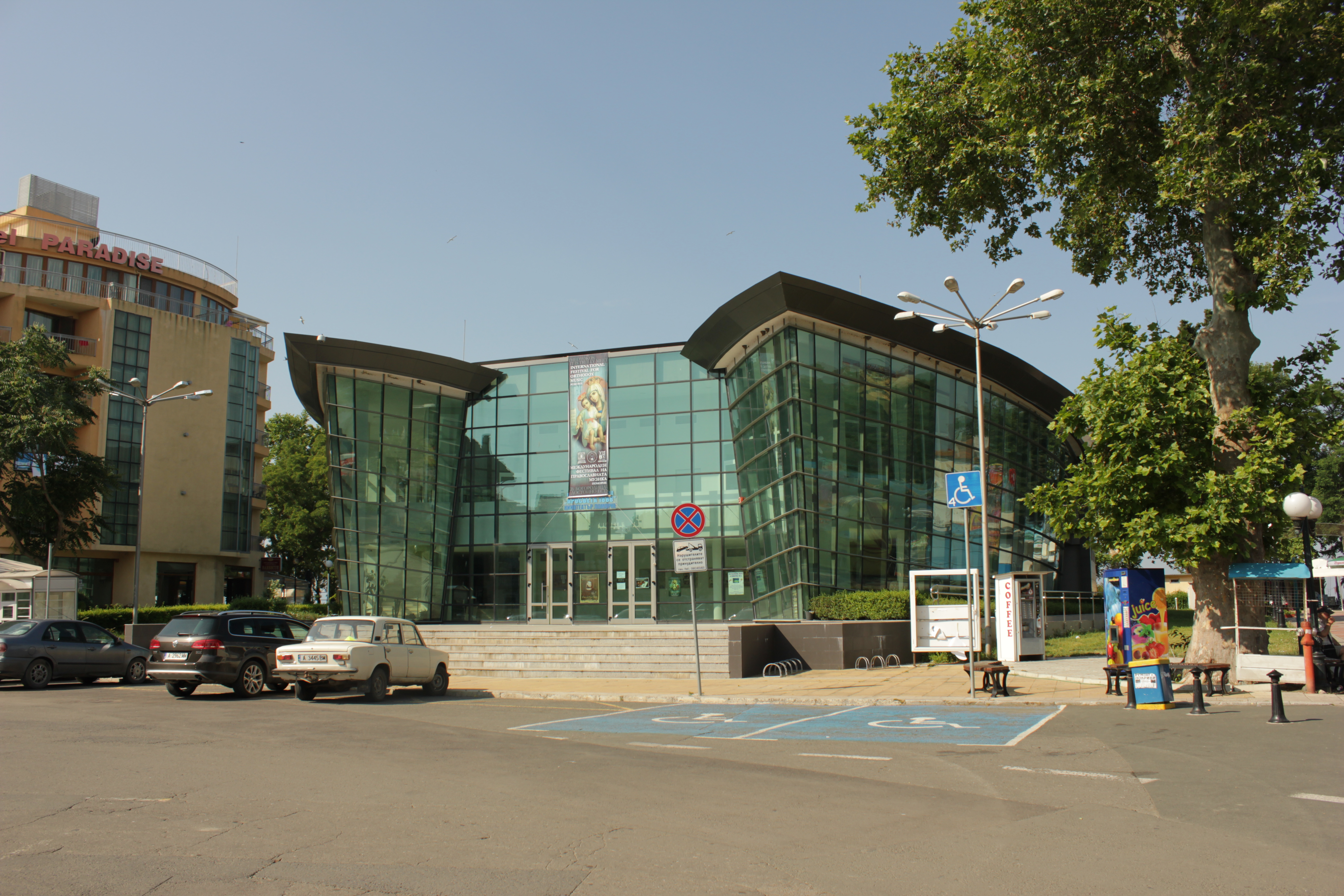
Кінотеатр "Поморіє", громадський центр "Просвіта 1888"

- Професійна гімназія туризму "Алеко Константинов"  Поморіє
- Громадський центр "Светлина-1939"
- Громадський центр "Просвіта 1888"
- У м. Поморіє є центр підготовки та реабілітації молоді організації Національний центр соціальної реабілітації

## Культура і розваги

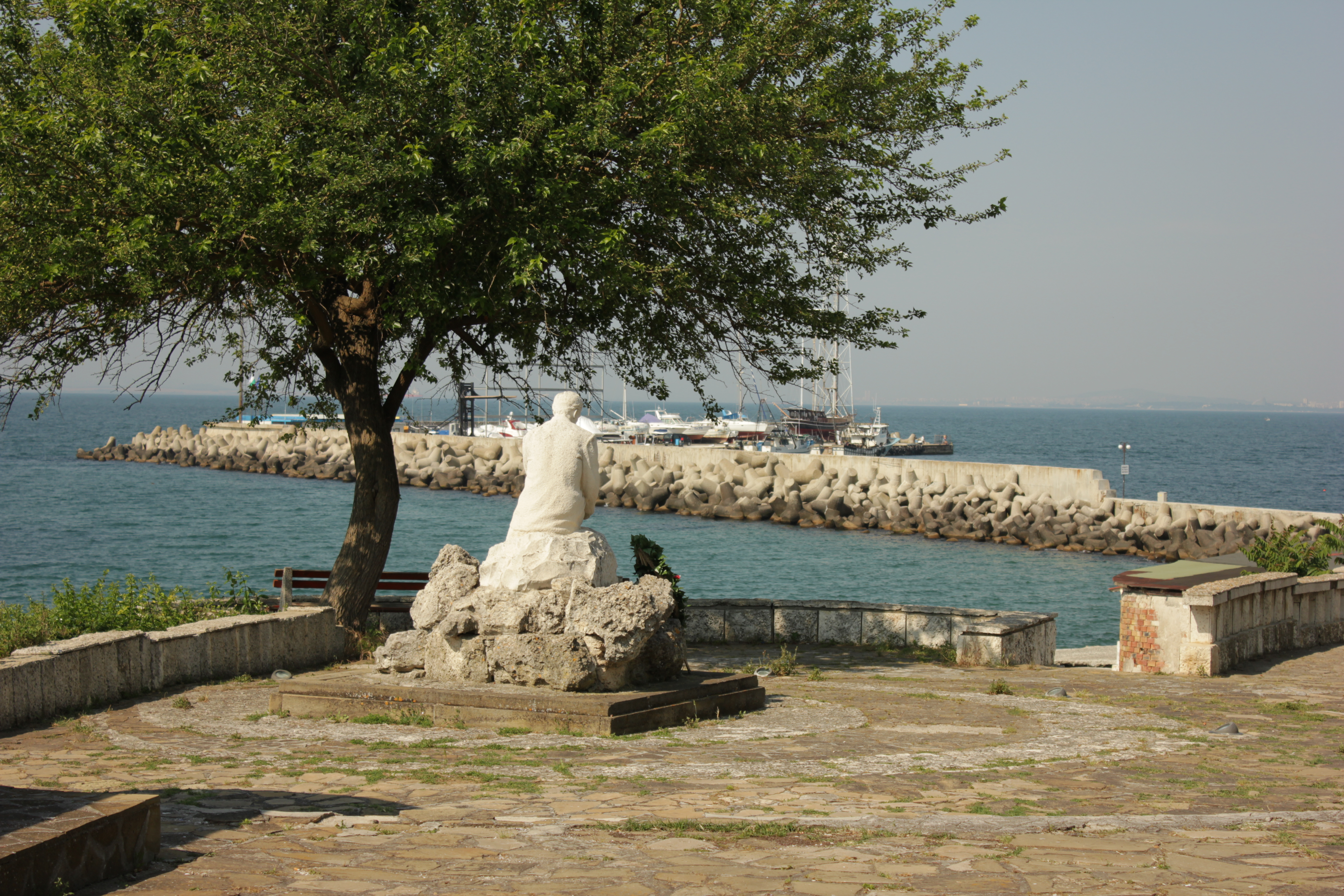
Пам'ятник поету

### Визначні пам'ятки

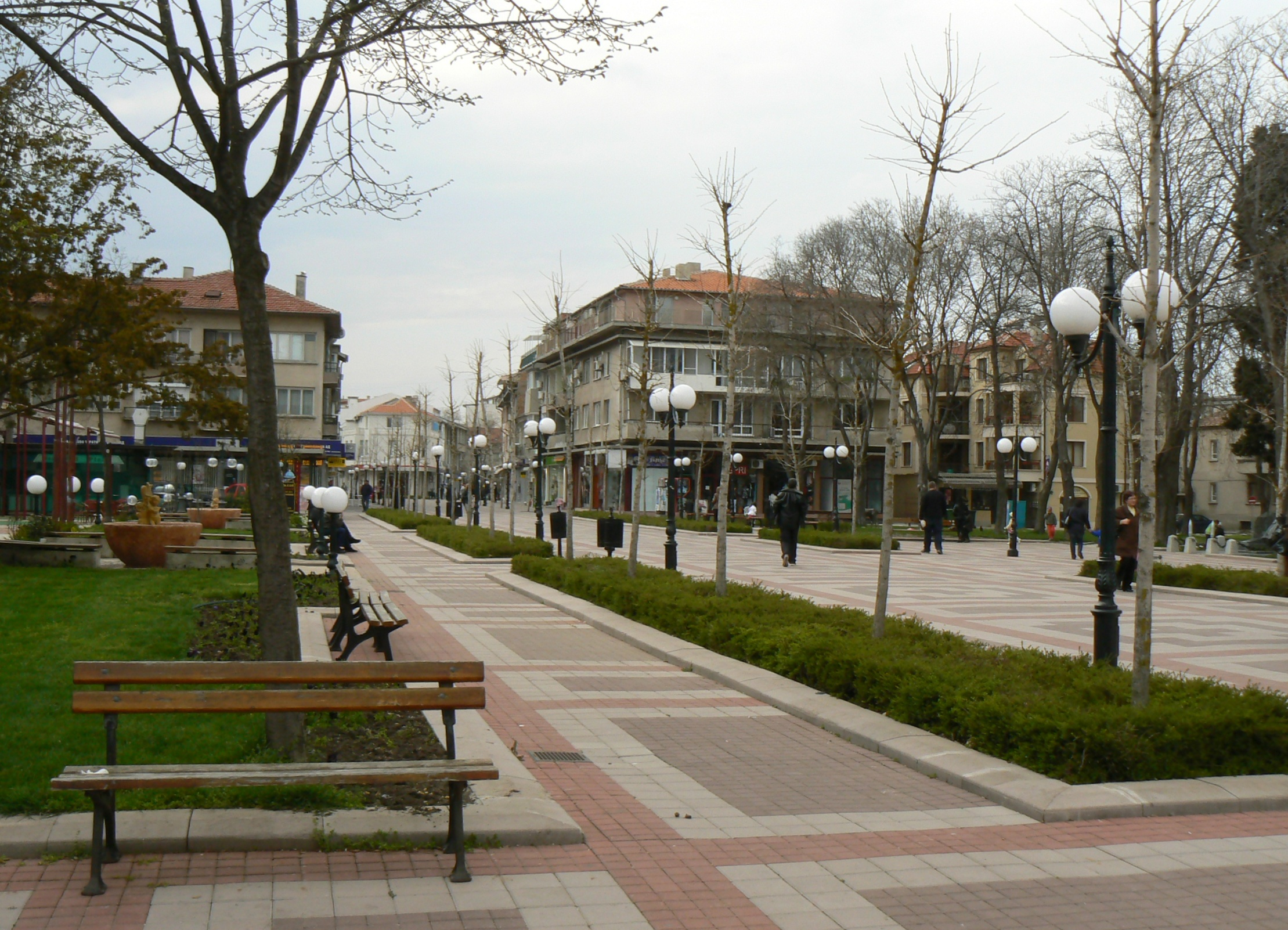
Центр Поморія

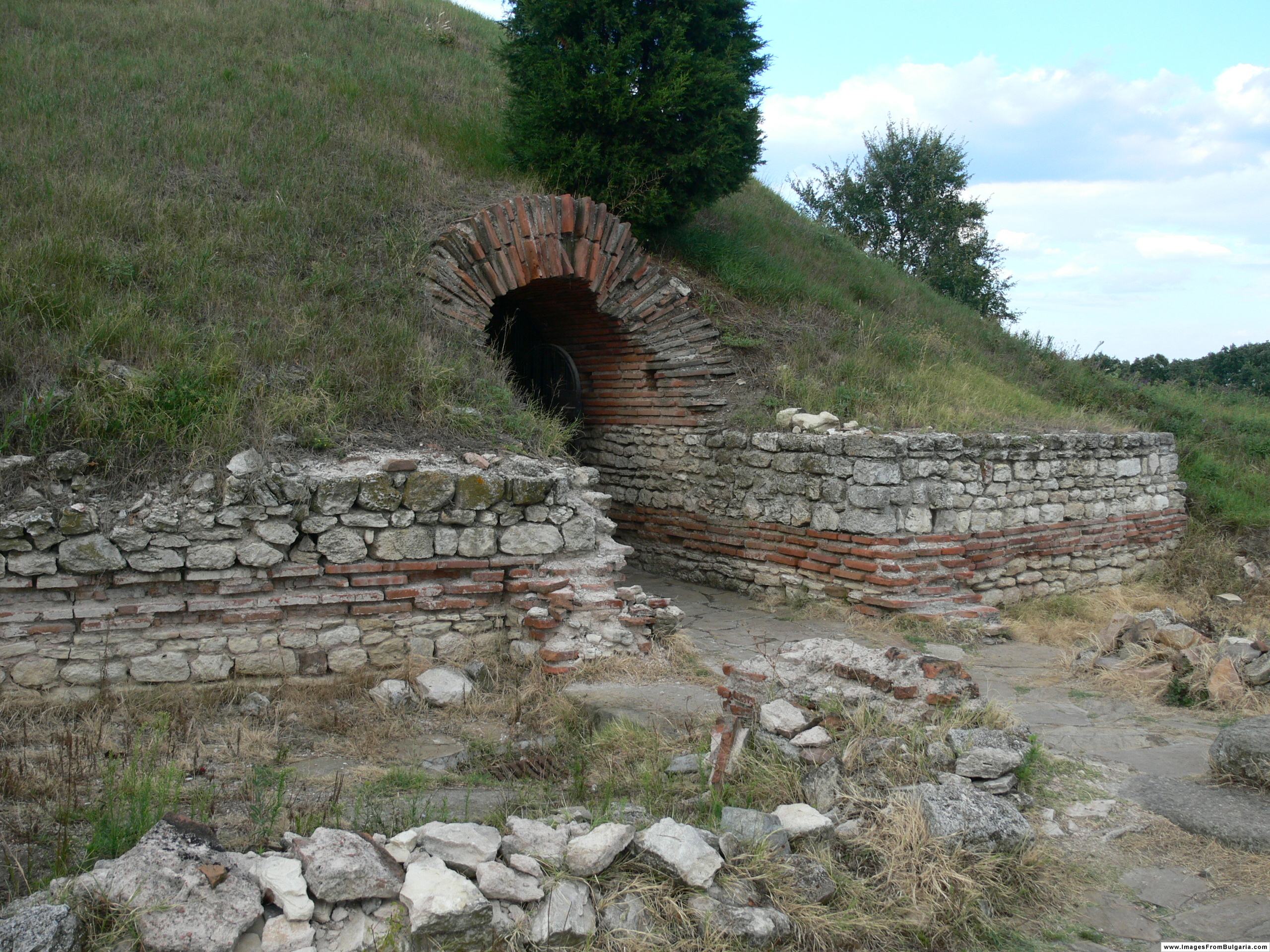
Фракійська гробниця

- Поморійське озеро - захищена територія, надсолона лагуна площею 760,8 га
- Центр для відвідувачів озера  - інтерактивна експозиція  природних багатств солоної лагуни
- "Болотне кокиче" - заповідна ділянка, площею 2 га; розташований поблизу с.  Гориця
- "Коріята" - природна пам'ятка, площею 20 га, с. Гилибець
- "Старі будинки Поморія" - архітектурний заповідник  будівель  19-го століття.  Вони розташовані недалеко від пляжу, у східній частині старого Поморія.  На сьогоднішній день будинки архітектурного заповідника «Старі будинки» перебувають у приватній власності, а відвідувачі не допускаються.  В історичному музеї м. Поморіє експонуються точні копії.[12]
- Грязеві ванни - лікування мулом з озера Поморіє
- Церква Преображення Господнього, XVIII ст
- Церква Св.  Різдва Пресвятої Богородиці, XIX ст
- Римський мавзолей - купольна гробниця - хероон
- Будинок Пейо Яворова
- Яворські скелі (одне з улюблених місць  Яворова)

#### Театри
У місті є дві театральні групи: дитячий театральний гурт "Свєтулка" в громадському центрі "Светлина" і театр "Просвіта" з 110-річною історією.

#### Музеї
- Музей солі - єдиний музей солі в Болгарії.  Він створений за фінансової підтримки Європейського Союзу, Республіки Болгарія та муніципалітету Поморіє.  Музей є частиною 100 національних туристичних об'єктів Болгарського туристичного союзу.
- Муніципальний історичний музей  з експонатами 2500-річної історії міста. Історичний музей

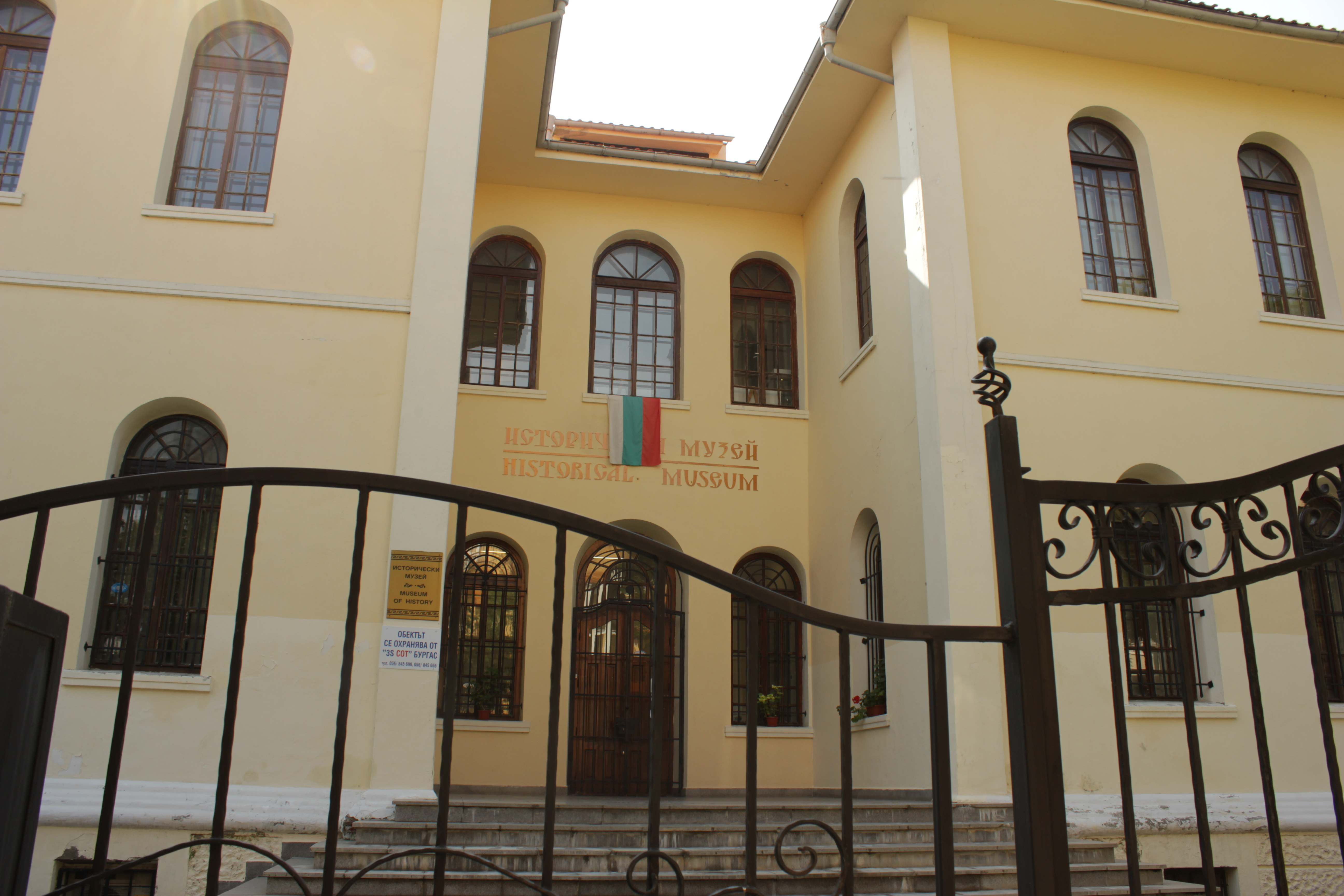
Історичний музей

### Регулярні події
- Серпень - Явровські дні; Дні вина.
- 6 травня - День міста. Бал-маскарад.  Дитячий та підлітковий театр лялькового театру "Сцена біля моря".
- З 2004 року в місті проводиться щорічний Міжнародний фестиваль православної музики «СВ. БОГОРОДИЦА — ДОСТОЙНО ЕСТЬ» [Архівовано 18 лютого 2010 у Wayback Machine.], який збирає хорові колективи з Болгарії, України, Росії, Сербії, Грузії та інших країн. У фестивалі 2015 року з України взяли участь три музичні колективи: Дитячий хор «Глорія» (Львів), Хор «Надсяння» (Львів) та Ансамбль духовної і народної музики «Многая літа» (Київ).

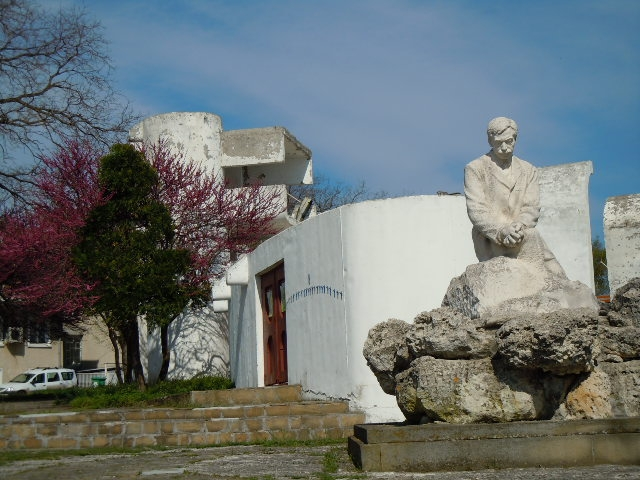
Пам'ятник поету-символісту Пейо Яворову у Поморіє

### Спорт
У місті Поморіє є футбольний клуб під назвою «Поморіє», який змагається у Другій Професійній Лізі. Тут знаходиться сучасний стадіон, розташований недалеко від Гранд-готелю Поморіє.

## Особи
- Константінос Анхіалітіс, грецький іконописець першої половини XIX століття[13]
- Атанас Манчев — поет партизан з Каблешково
- Петко Г. Димитров (Сливен 1853 — червень 1909 р.) — відроджувач, місцевий лікар в Анхіало після Визволення
- Тодор Георгієв Добриков, вчитель
- Христо Златев, відроджувач, вчитель в Анхіало в 1853 р.
- Євтімій Каркадаков - відроджувач, вчитель в Анхіало з 1878 по 1885
- Боян Керемедчиєв, відроджувач
- Христо Шиваров відроджувач, революціонер
- Яворов - він створив деякі з своїх кращих робіт в Поморії
- Черньо Чернів, академік Міжнародної академії болгарських студій, інновацій та культури, почесний академік Чуваської академії наук і мистецтва, автор десяти книг, присвячених науковому вивченню християнства, учасник міжнародних наукових форумів.
- Єремія II Транос, тобто Великий (грец. Ιερεμιας-Β Τρανος, 1530—1595), тричі Вселенський патріарх.

## Зовнішні посилання
- Офіційний сайт м. Поморіє [Архівовано 10 грудня 2018 у Wayback Machine.]
- Поморіє, каталог посилань Open Directory Project
- Розклад маршруту та автобусні лінії [Архівовано 19 березня 2019 у Wayback Machine.]